# Steven Mali
Steven Mali (30 giugno 1975) è un ex calciatore papuano, di ruolo centrocampista.

## Carriera

### Nazionale
Ha debuttato in Nazionale l'11 aprile 2000, in Nuova Caledonia-Papua Nuova Guinea (6-1), gara in cui ha siglato una rete. Ha partecipato, con la Nazionale, alla Coppa d'Oceania 2002. Ha collezionato in totale, con la maglia della Nazionale, due presenze e una rete.